# Спомени (Иван Михайлов)
Спомени е четиритомно издание на лидера на Вътрешната македонска революционна организация Иван Михайлов, сериозен източник за историята на македонските българи и македонското освободително движение.
Първият том излиза през 1958 година в Льовен, Белгия, и представлява личните спомени на Иван Михайлов от детството му до заставането му начело на ВМРО. Останалите томове излизат през 1965, 1967 и 1973 година и са компилация от спомени и архивни документи, които Иван Михайлов издава с финансовата подкрепа на македонската емиграция в Европа, САЩ и Канада. Михайлов искал да напише и пети том спомени, който да обхваща периода до 1941 година.
След демократичните промени в България след 1989 година томовете неколкократно са преиздавани фототипно.